# Jean-Pierre Danjou
Jean-Pierre Danjou, né le 10 janvier 1760 à Paris et mort le 18 juin 1832 à Notre-Dame-du-Thil, est un homme politique français.

## Biographie
Avocat, il devient à la Révolution, procureur général syndic du district de Beauvais, et est désigné, le 6 septembre 1792, comme 3e député suppléant à la Convention, par le département de l'Oise. En remplacement de Clootz, condamné à mort, Danjou est admis à siéger comme titulaire, le 29 pluviôse an II. 
Membre et secrétaire de la commission des dépêches, il rend à l'Assemblée un compte détaillé de la correspondance, eu la faisant précéder « d'une analyse suivie », destinée, dans la pensée de Danjou, à « servir un jour de thermomètre pour juger l'esprit public. » Il passe successivement en revue les adresses de félicitations, les dons patriotiques, l'abandon de l'ancien culte, la vente des biens des émigrés. Ces communications occupent plusieurs séances du mois de Prairial an II. Danjou vote la Constitution de l'an III et en fait connaître à l'Assemblée l'acceptation presque unanime. Député de l'Oise au Conseil des Cinq-Cents (24 germinal an VI), il se montre favorable au coup d’État du 18 brumaire.
Il est nommé, le 12 messidor au VIII, commissaire du gouvernement près le tribunal criminel de l'Oise, est fait, le 14 juin 1804, membre de la Légion d'honneur, et se maintient sous l'Empire dans les fonctions judiciaires. 

## Sources
- « Jean-Pierre Danjou », dans Adolphe Robert et Gaston Cougny, Dictionnaire des parlementaires français, Edgar Bourloton, 1889-1891 [détail de l’édition]